# Mykonos
Mykonos (tiếng Hy Lạp: Μύκονος) là một hòn đảo Hy Lạp, một phần của Cyclades, nằm giữa Tinos, Syros, Paros và Naxos. Hòn đảo này có diện tích 85,5 km vuông (33,0 dặm vuông) và tăng lên độ cao 341 mét (1,119 feet) tại điểm cao nhất của nó. Có 10,134 cư dân (điều tra dân số năm 2011), hầu hết trong số họ sống ở thị trấn lớn nhất, Mykonos, nằm trên bờ biển phía tây. Thị trấn này còn được gọi là Chora (tức là Thị trấn theo tiếng Hy Lạp, theo thông lệ ở Hy Lạp khi tên của hòn đảo chính nó giống như tên của thị trấn chính).
Biệt danh của Mykonos là "Hòn đảo của gió". Du lịch là một ngành công nghiệp lớn và Mykonos nổi tiếng với cuộc sống về đêm sôi động và có nhiều cơ sở phục vụ cộng đồng LGBT.

## Lịch sử
Herodotus đề cập đến việc người Carian là cư dân nguyên thủy của hòn đảo. Người Ionian từ Athens dường như là cư dân tiếp theo vào đầu thế kỷ XI trước Công nguyên. Có rất nhiều người sống trên hòn đảo lân cận Delos, chỉ cách 2 km (1,2 dặm), điều này có nghĩa rằng Mykonos là một vị trí quan trọng đối với hàng hóa và phương tiện. Tuy nhiên, vào thời cổ đại, đây là một hòn đảo khá nghèo với nguồn tài nguyên nông nghiệp hạn chế. Cư dân ở đó là những người đa thần và thờ phụng nhiều vị thần.

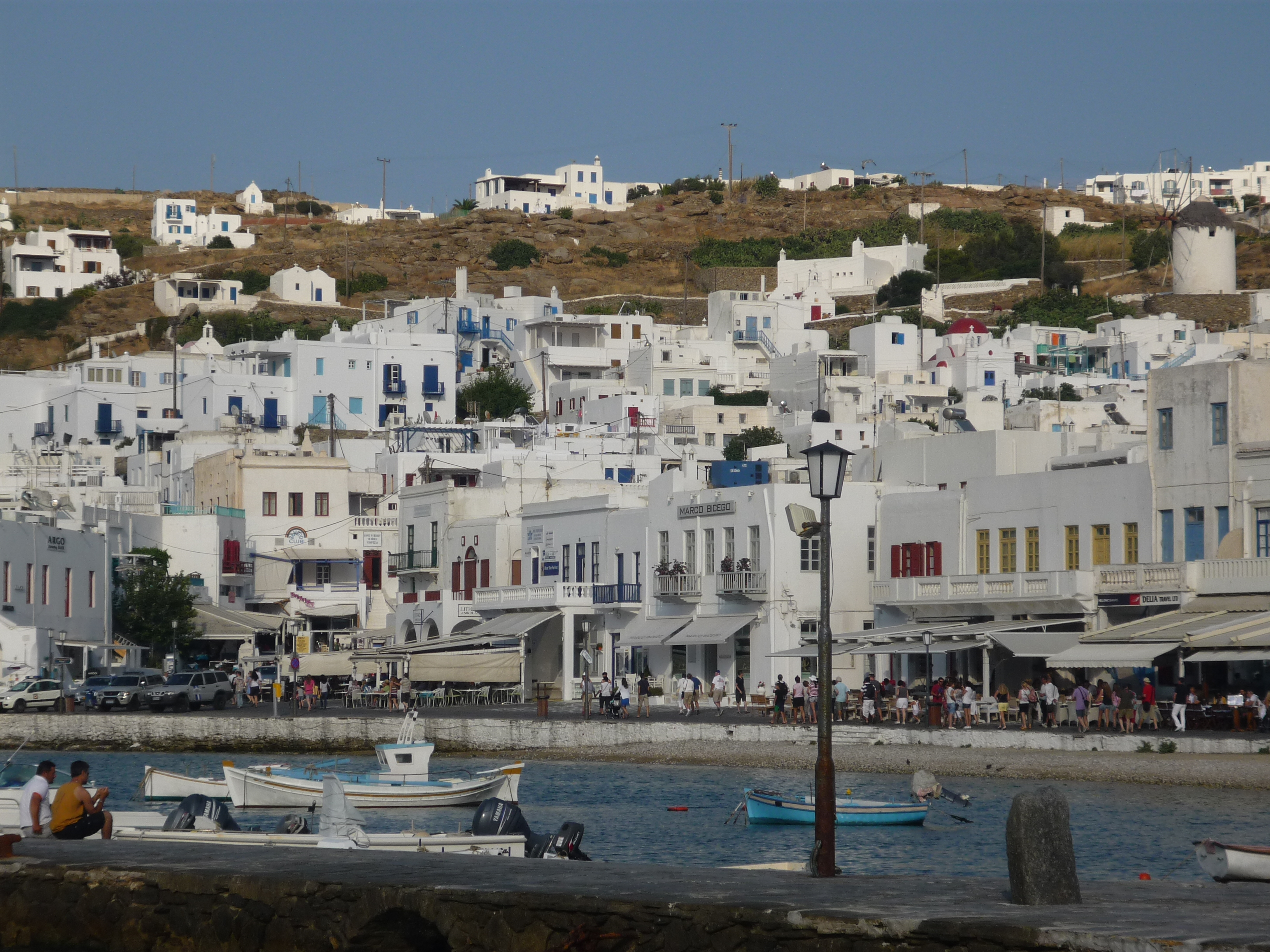

Mykonos nằm dưới sự kiểm soát của người La Mã trong triều đại của Đế chế La Mã và sau đó trở thành một phần của Đế quốc Byzantine cho đến thế kỷ thứ XII. Năm 1204, với sự sụp đổ của Constantinople trong cuộc Thập tự chinh thứ tư, Mykonos đã bị Andrea Ghisi, một người họ hàng của công tước Venice chiếm đóng. Hòn đảo đã bị tàn phá bởi Catalan vào cuối thế kỷ XIII và cuối cùng được trao lại cho sự cai trị của người Venice trong năm 1390.
Năm 1537, trong khi người Venice vẫn còn trị vì thì bị tấn công bởi Hayreddin Barbarossa, đô đốc của Suleiman I và một hạm đội Ottoman tự thành lập trên đảo. Ottoman, dưới sự lãnh đạo của Kapudan Pasha, đã áp đặt một hệ thống tự quản bao gồm một thống đốc và một hội đồng bổ nhiệm của các công ty. Khi lâu đài Tinos rơi vào tay người Ottoman năm 1718, người cuối cùng của người Venice đã rút khỏi khu vực.
Cho đến cuối thế kỷ XVIII, Mykonos phát triển thịnh vượng như một trung tâm thương mại, thu hút nhiều người nhập cư từ các đảo gần đó, ngoài các cuộc tấn công cướp biển thường xuyên. Vào tháng 6 năm 1794, Trận chiến Mykonos đã diễn ra giữa các tàu của Anh và Pháp tại bến cảng chính của hòn đảo.
Chiến tranh giành độc lập của Hi Lạp chống lại đế chế Ottoman nổ ra vào năm 1821 và Mykonos đóng vai trò quan trọng, dẫn đầu là nữ anh hùng dân tộc, Manto Mavrogenous. Mavrogenous, một nữ quý tộc ảnh hưởng bởi các ý tưởng của Thời kì Khai sáng, đã hy sinh tài sản của gia đình mình cho Hy Lạp. Hy Lạp trở thành một quốc gia độc lập vào năm 1830. Một bức tượng của bà nằm ở giữa quảng trường Mando Mavrogenous ở thị trấn chính.
Do kết quả của hoạt động buôn bán, nền kinh tế của hòn đảo nhanh chóng tăng tốc nhưng lại suy giảm trong cuối thế kỷ XIX và đặc biệt là sau khi kênh Corinth mở cửa vào năm 1904 và Thế chiến thứ nhất vào đầu thế kỷ XX. Nhiều người Mykonos rời đảo để tìm
việc ở Hy Lạp đại lục và nhiều nước ngoài, đặc biệt là Hoa Kỳ.
Du lịch đã sớm thống trị nền kinh tế địa phương, nhờ rất nhiều cuộc khai quật quan trọng được thực hiện bởi Trường Khảo cổ học Pháp, bắt đầu làm việc tại Delos vào năm 1873.

### Thần thoại Hi Lạp
Trong thần thoại Hy Lạp, Mykonos được đặt theo tên của người cai trị đầu tiên của nó, Mykonos (Μύκονος) ,con trai hoặc cháu

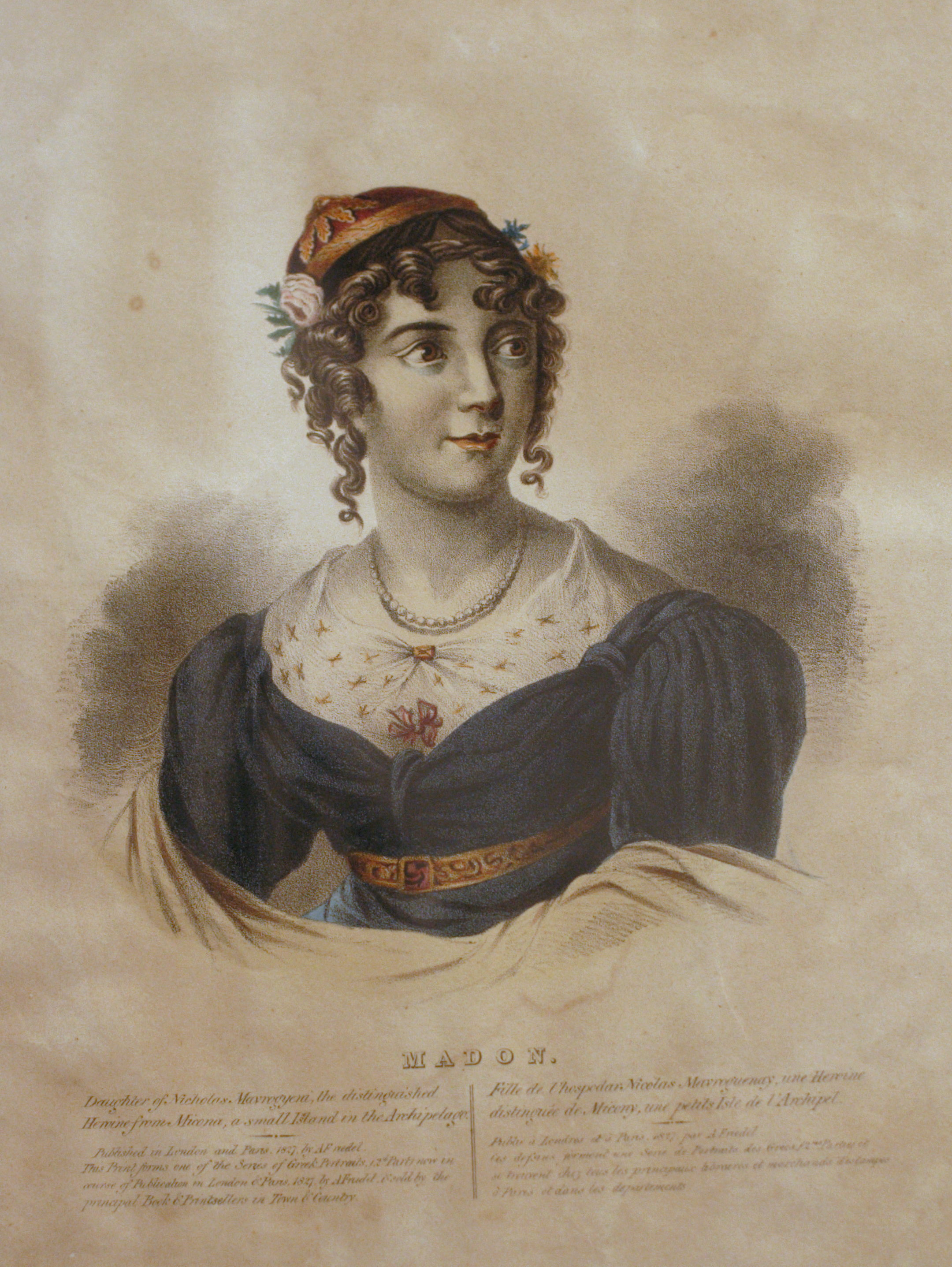
Manto Mavrogenous

trai của thần Apollo và một anh hùng địa phương. Hòn đảo cũng được cho là địa điểm của Gigantomachy, trận chiến vĩ đại giữa Zeus và Giants, và là nơi Hercules giết chết những người khổng lồ bất khả chiến bại đã dụ dỗ họ khỏi sự bảo vệ của đỉnh Olympus. Theo truyền thuyết, những tảng đá lớn trên khắp hòn đảo được cho là xác chết hóa đá của những người khổng lồ.

## Địa lý
Hòn đảo này có diện tích 85,5 km2 (33,0 dặm vuông) và tăng lên độ cao 341 mét (1.119 feet) tại điểm cao nhất. Nó nằm 150 km (93 dặm) về phía đông của Athens ở Biển Aegean. Hòn đảo không có sông, nhưng nhiều dòng chảy theo mùa hai trong số đó đã được chuyển đổi thành hồ chứa.
Hòn đảo này bao gồm chủ yếu là đá granit và địa hình rất nhiều đá với nhiều khu vực bị xói mòn bởi những cơn gió mạnh. Đất sét và baryte chất lượng cao, là một khoáng chất được sử dụng làm chất bôi trơn trong khoan dầu, đã được khai thác ở phía đông của Mykonos cho đến cuối những năm 1900.
Nó tạo ra 4.500 mét khối (160.000 cu ft) nước mỗi ngày, bằng cách thẩm thấu ngược nước biển để giúp đáp ứng nhu cầu của người dân và du khách.
Hòn đảo có dân số gần 12.500 người, hầu hết sống ở thị trấn chính Chora.

## Ẩm thực
Đặc sản địa phương:
- Kopanisti Mykonou (Phô mai)
- Kremmydopita

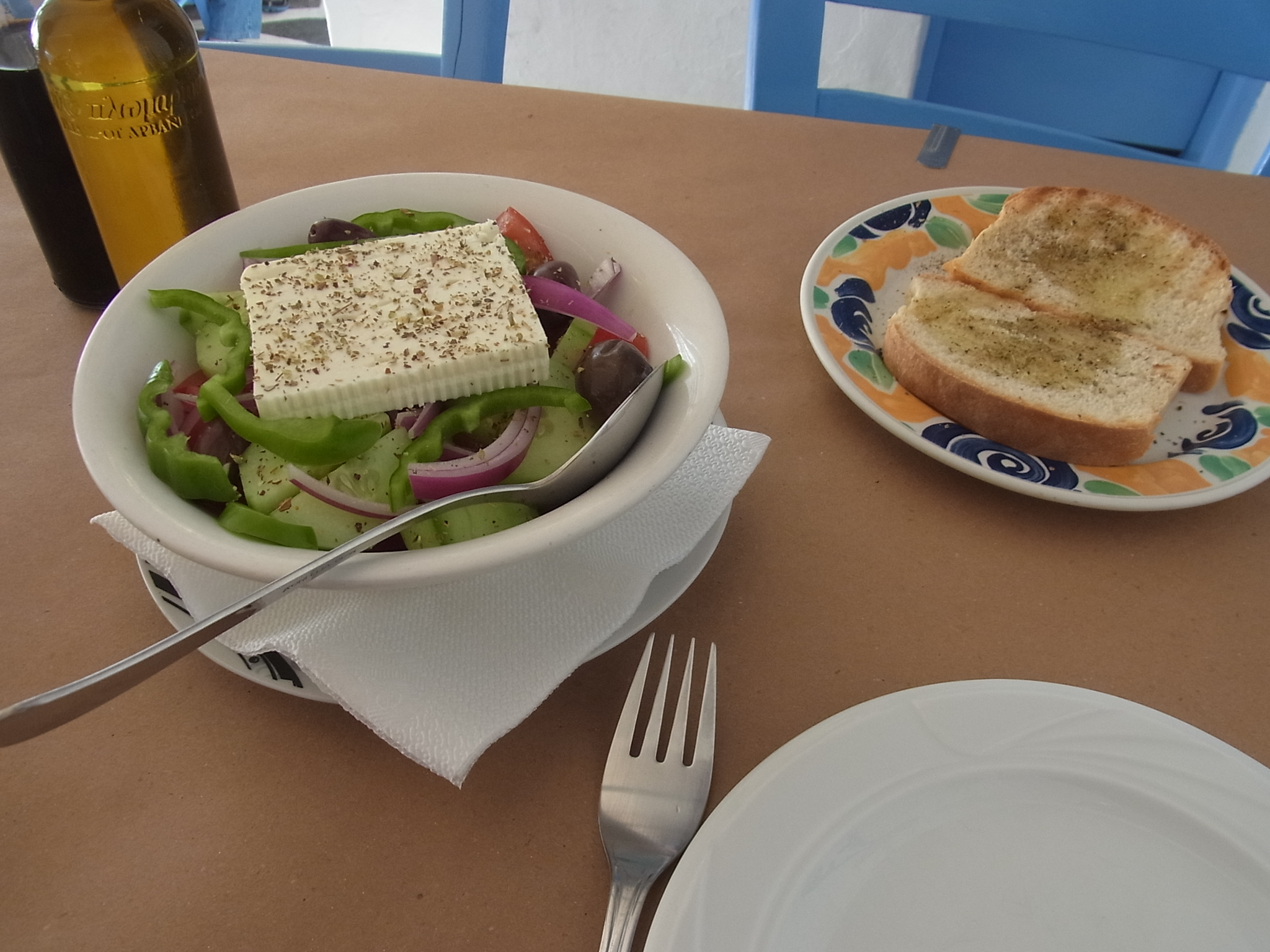
Sa lát Hy Lạp

- Louza (tương tự như lountza của người Síp)
- Omeletta
- Amygdalota (Tráng miệng)
- Lazarakia (Tráng miệng)
- Melopita (Tráng miệng)

## Nhân khẩu học
Có 10.134 cư dân (2011)  hầu hết sống ở thị trấn lớn nhất là Mykonos, còn được gọi là Chora (nghĩa là Thị trấn trong tiếng Hy Lạp, một tên gọi phổ biến ở Hy Lạp khi tên của hòn đảo là giống như tên của thị trấn chính)
| Năm  | Dân số thành phố |
| ---- | ---------------- |
| 1971 | 3,863            |
| 1981 | 5,530            |
| 1991 | 6,179            |
| 2001 | 9,320            |
| 2011 | 10,134           |

## Kinh tế
Là một hòn đảo của Hy Lạp, nền kinh tế của Mykonos có mối quan hệ chặt chẽ với biển. Tuy nhiên, với sự phát triển của du lịch, nó đóng một vai trò nhỏ trong mùa hè.

## Phương tiện giao thông
Sân bay Mykonos nằm cách thị trấn Mykonos 4 kilômét (2,5 dặm) về phía đông nam và được phục vụ bởi các chuyến bay quốc tế trong mùa hè. Chuyến bay từ Athens đến Mykonos mất 25 phút.
Mykonos cũng có thể di chuyển bằng thuyền và phà. Tàu cao tốc di chuyển đến đó hàng ngày từ các đảo xung quanh và từ Athens.
Taxi, xe buýt hoặc thuyền có sẵn để vận chuyển. Có ba kho xe buýt chính ở Mykonos. Phía bắc nằm phía sau Câu lạc bộ Remezzo phía trên Cảng cũ và cung cấp dịch vụ thường xuyên cho Ano Mera, Elia và Kalafatis. Vài trăm mét bên dưới, tại Cảng Cũ, đặt một Kho khác tập trung vào các điểm đến phía bắc của Tourlos (Cảng Mới) và Agios Stefanos. Bus Depot phía nam nằm ở "lối vào" của thị trấn, được gọi là Fabrika và nó cung cấp dịch vụ thường xuyên cho Ornos, Agios Yannis, Plati Gialos, Psarou, Paraga và Paradise Beach. Thuyền nhỏ đi đến và đi từ nhiều bãi biển. Thuyền du lịch thường xuyên đến đảo Delos gần đó.

## Hình ảnh

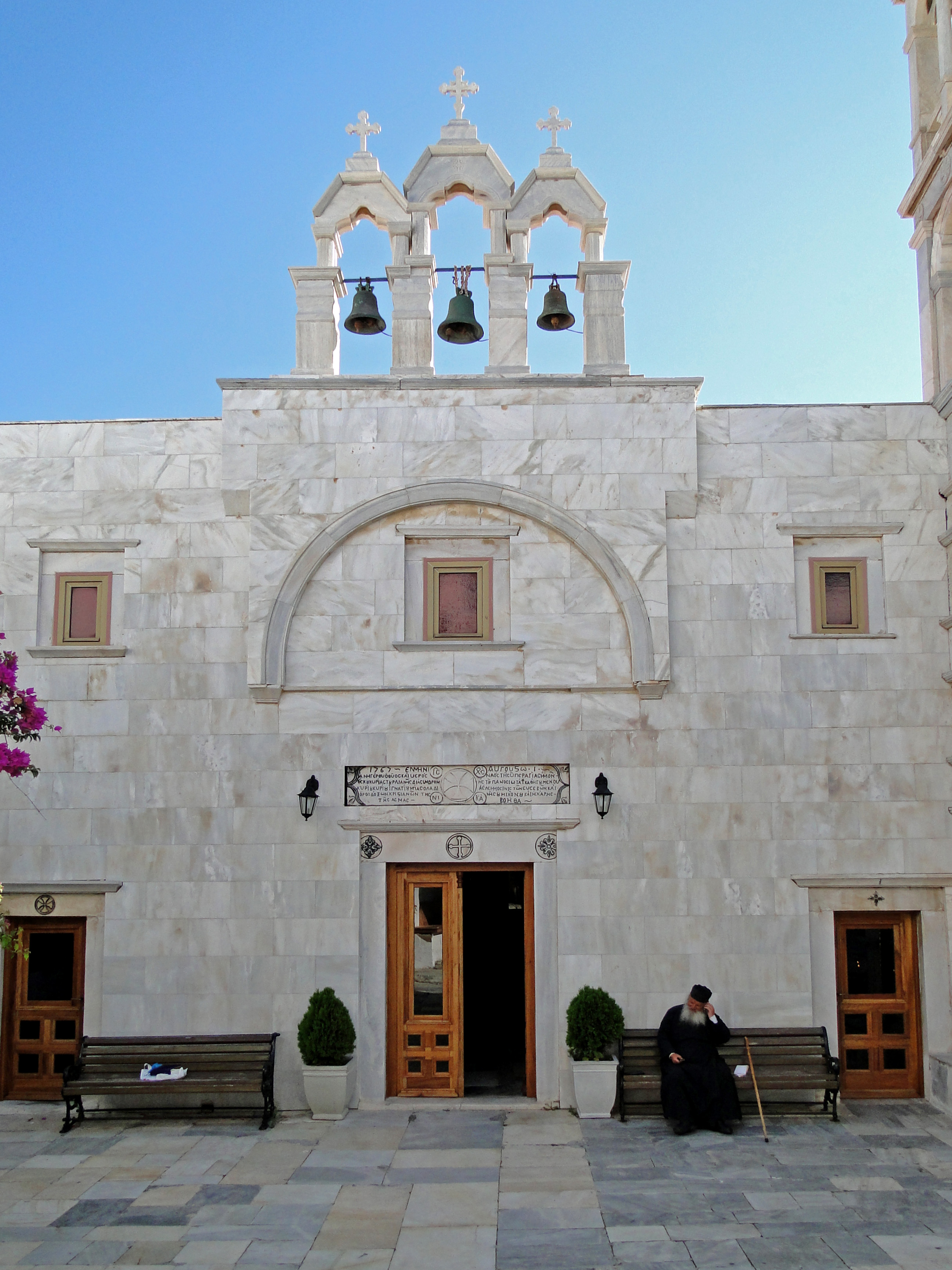
Tu viện ở Ano Mera
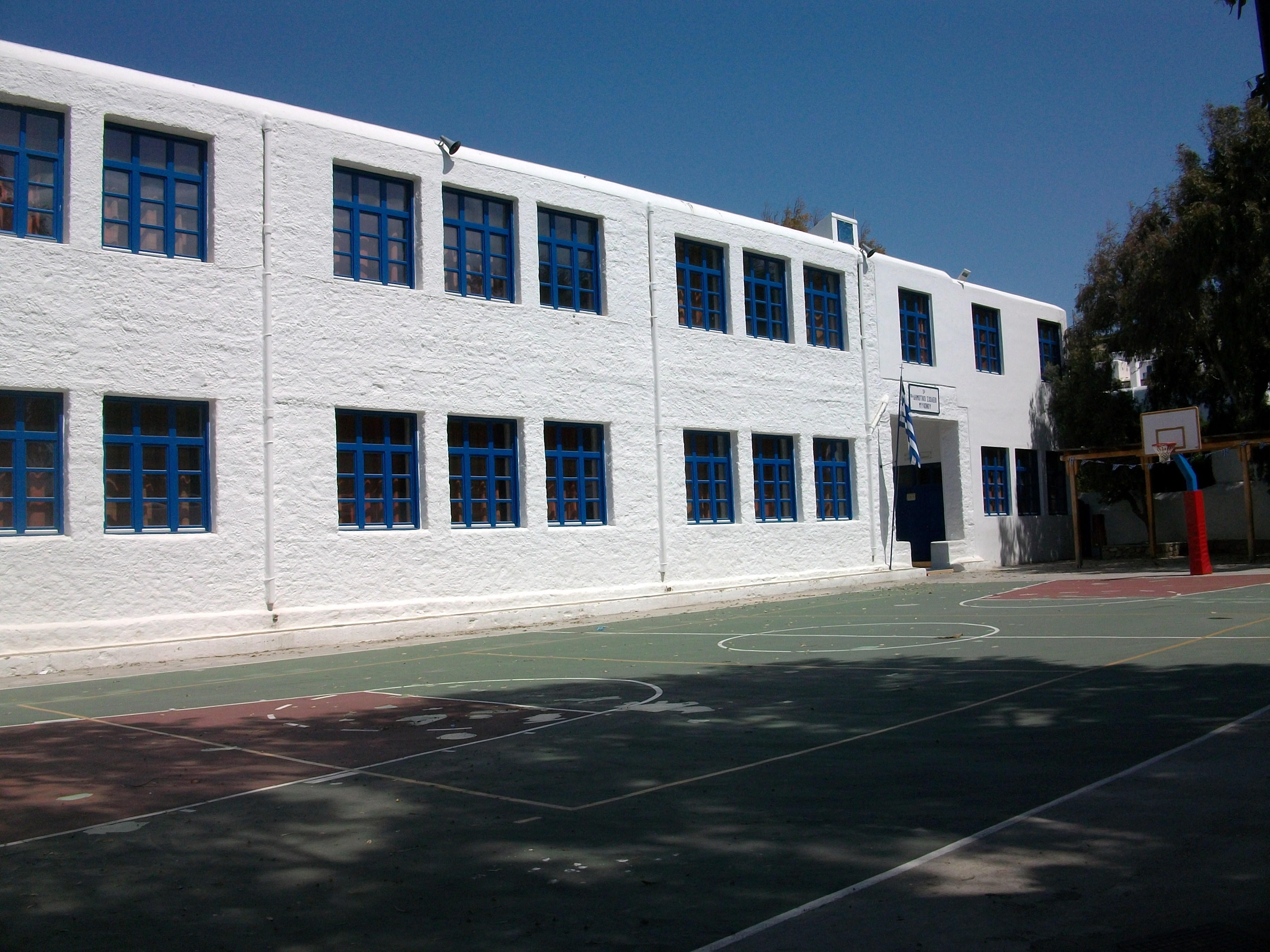
Trường học ở Mykonos
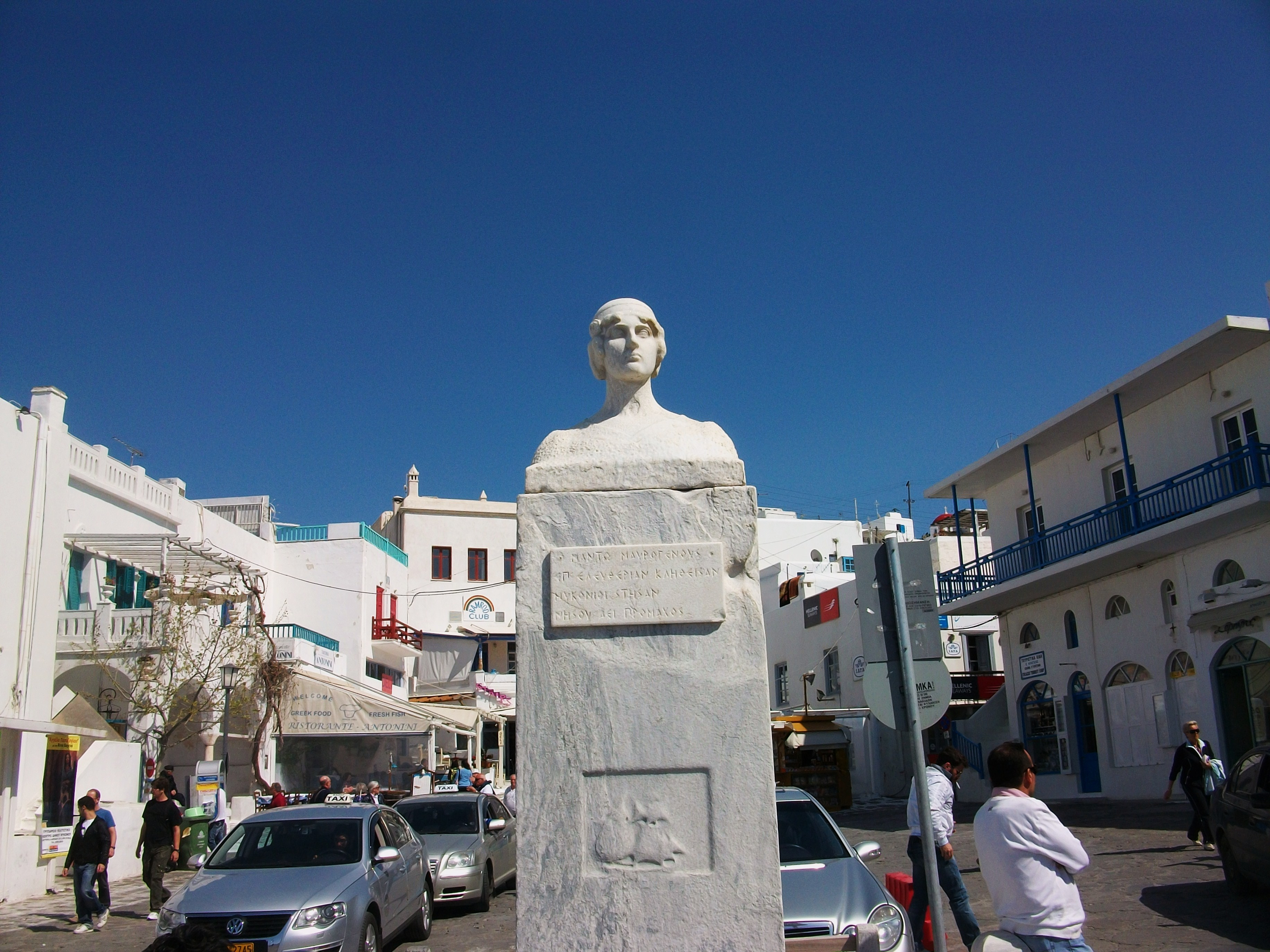
Đài tưởng niệm Manto Mavrogenous
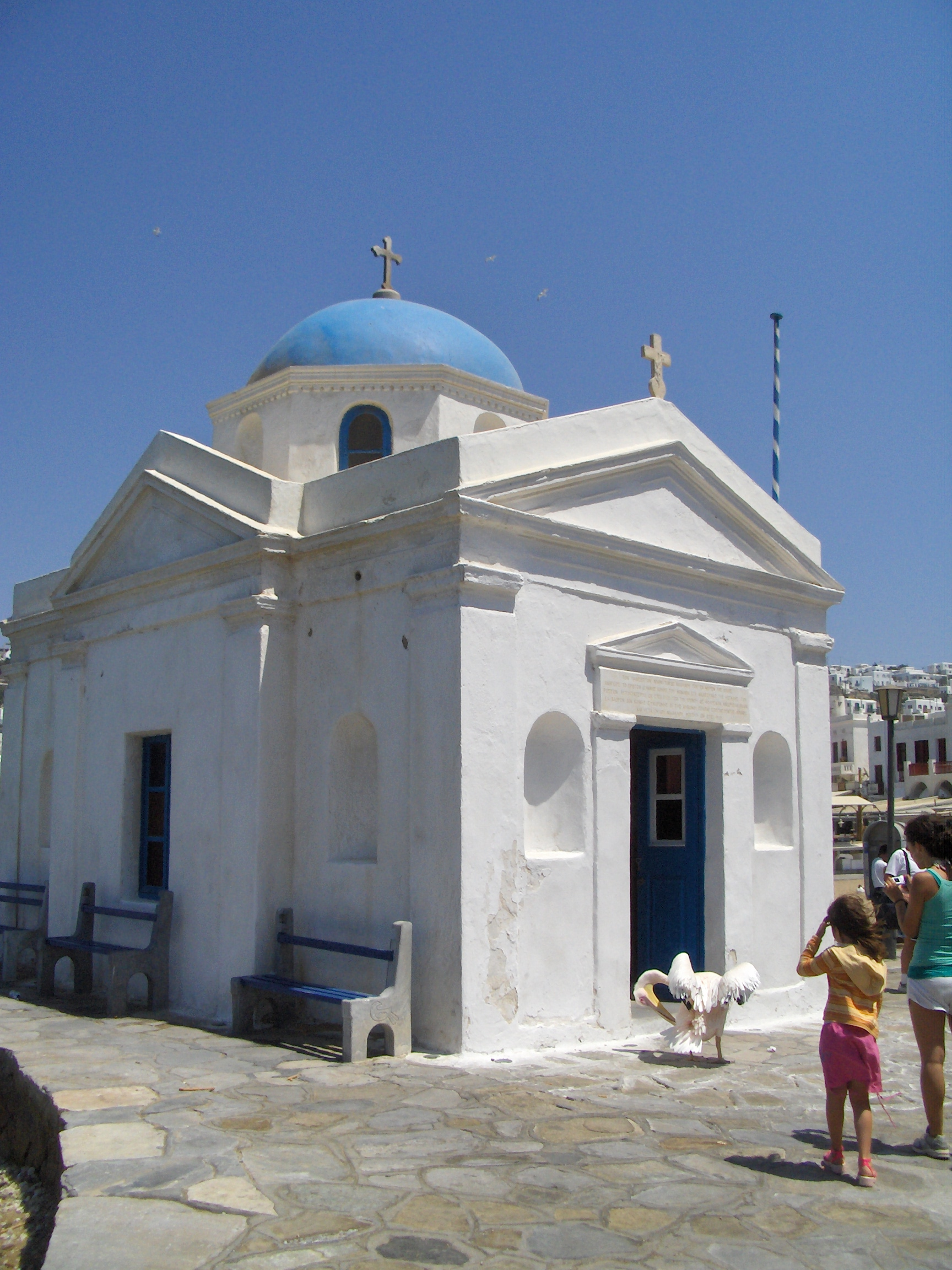
Nhà thờ tại cảng
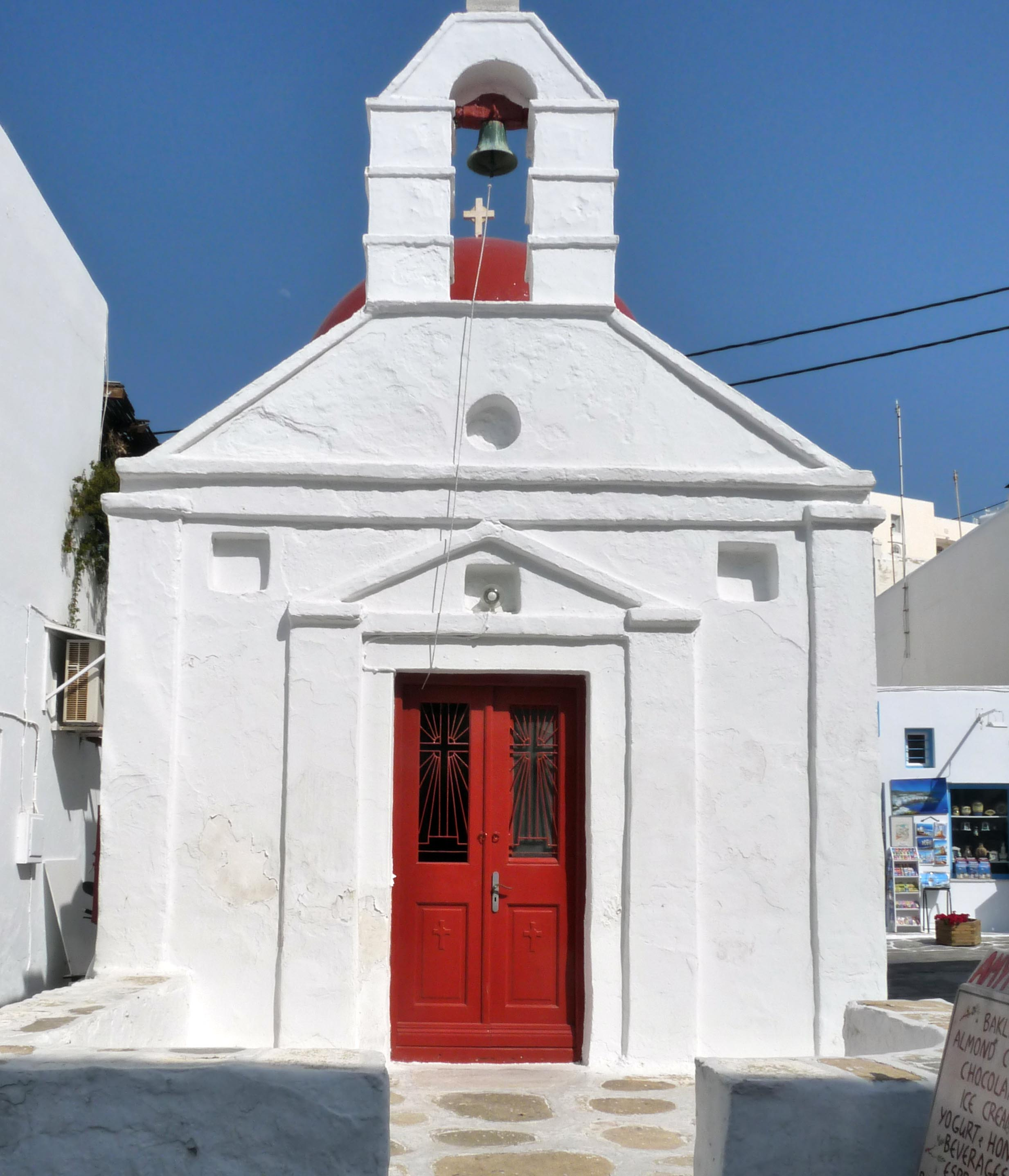
Một nhà thờ khác
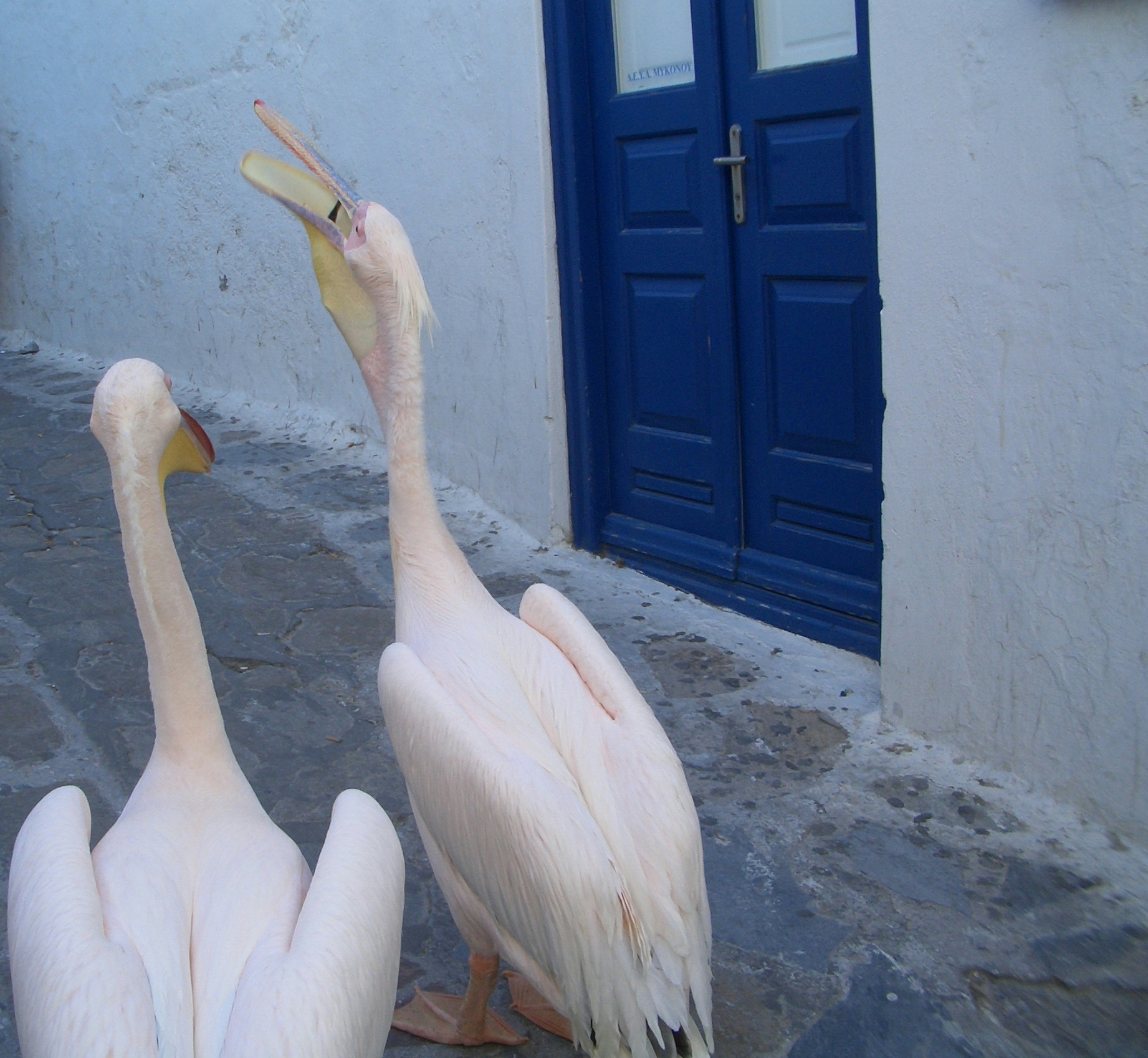
Bồ nông, linh vật của đảo
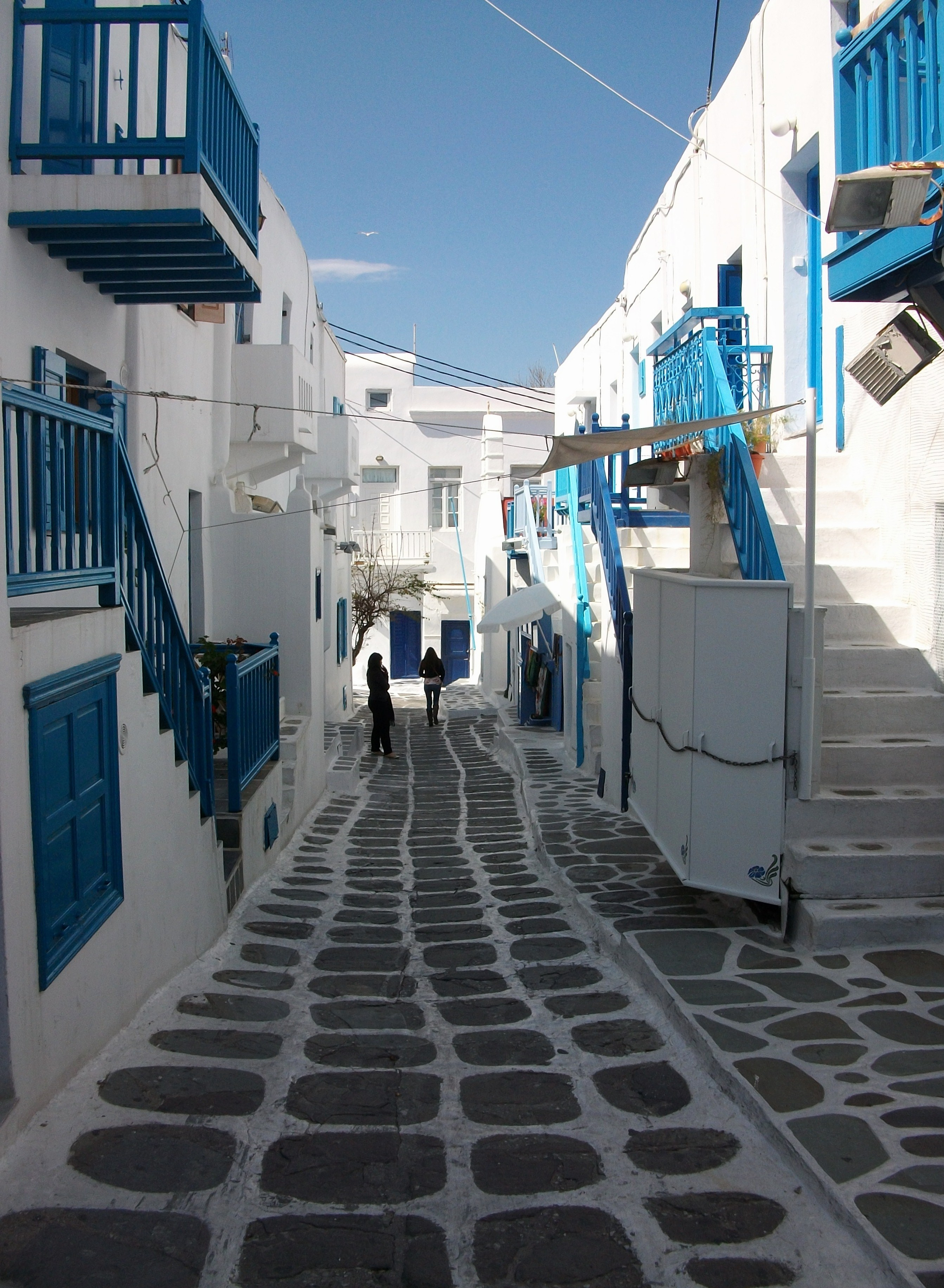
Một con đường ở Chora
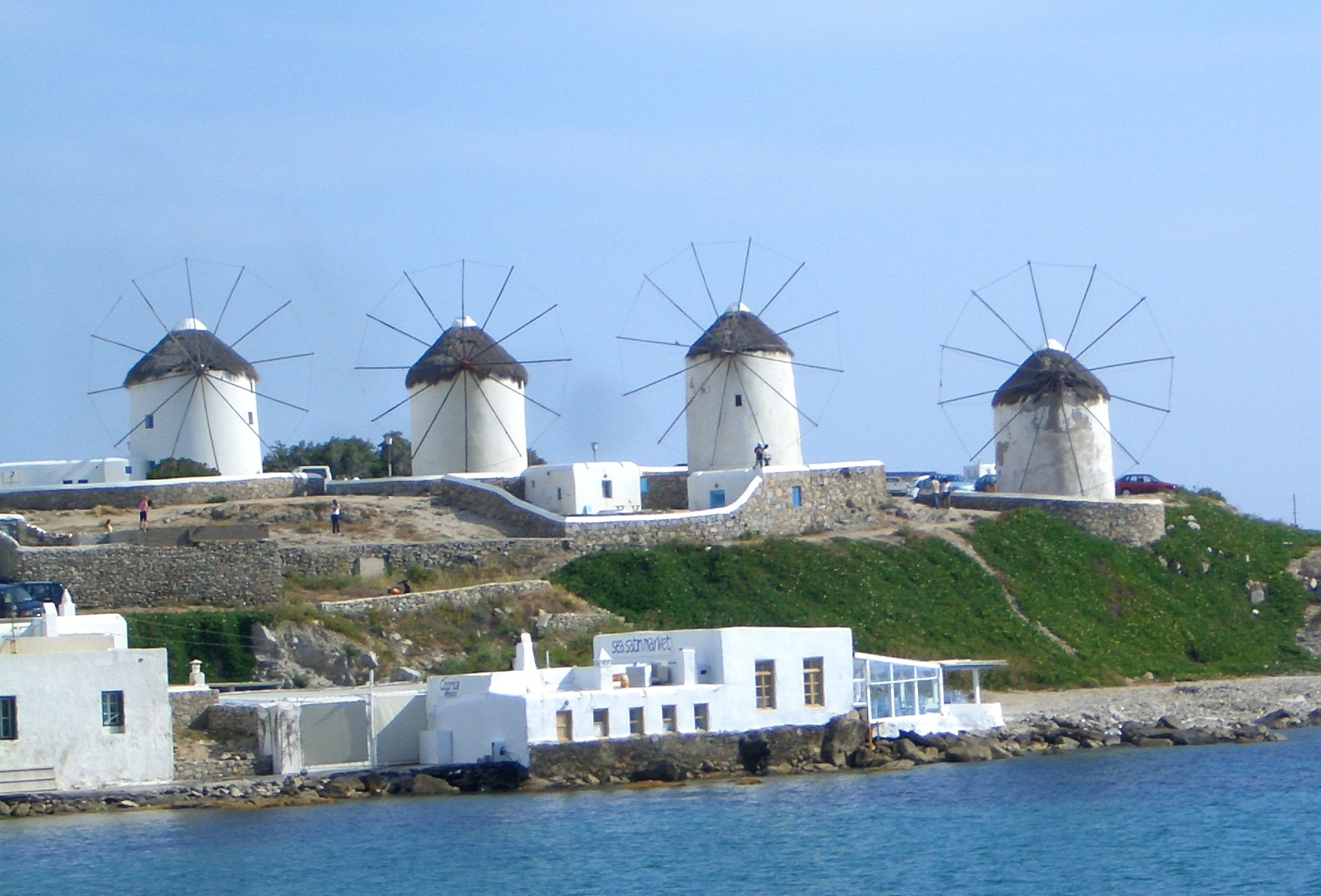
Cối xay gió
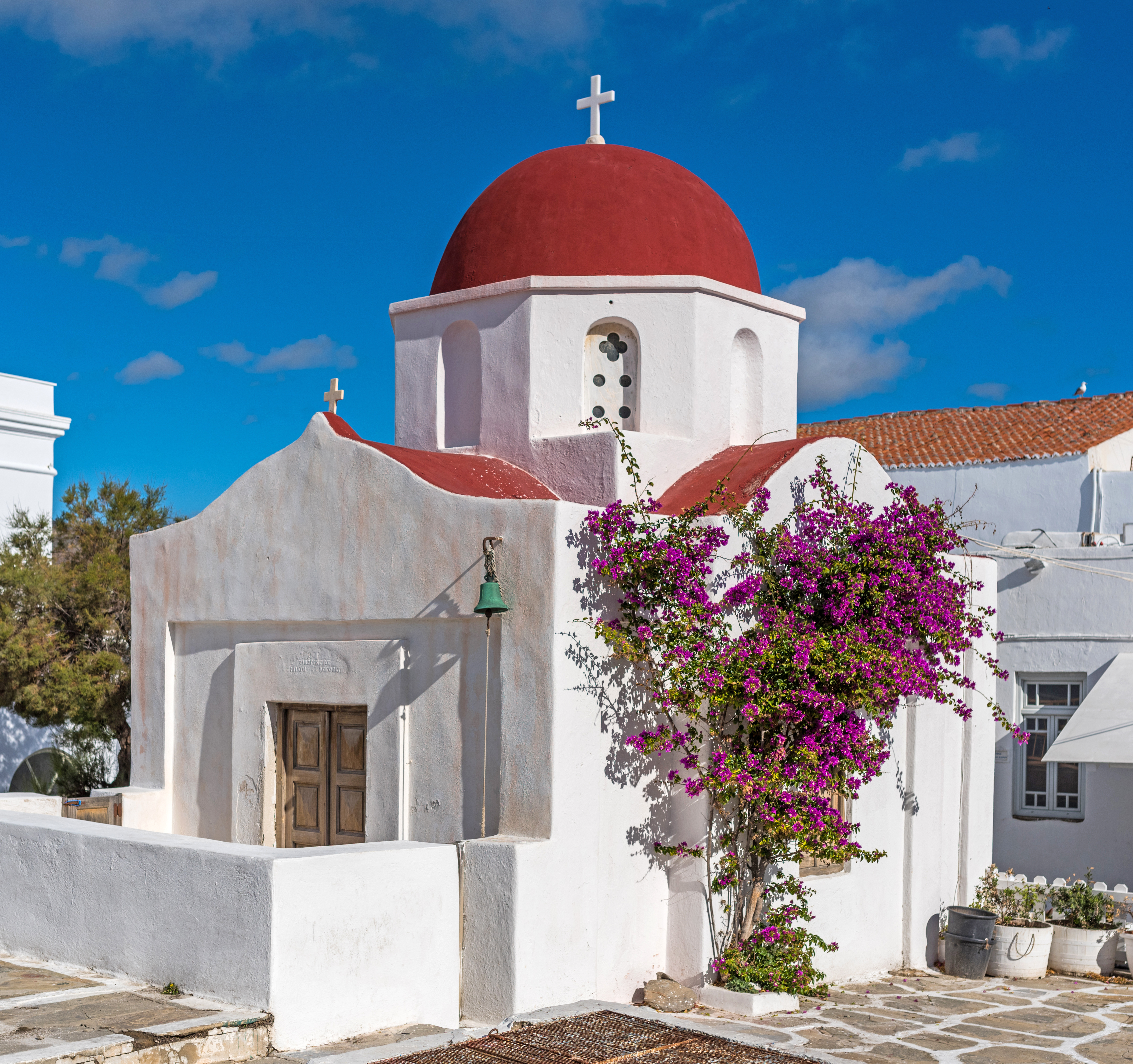
Một nhà thờ ở Mykonos
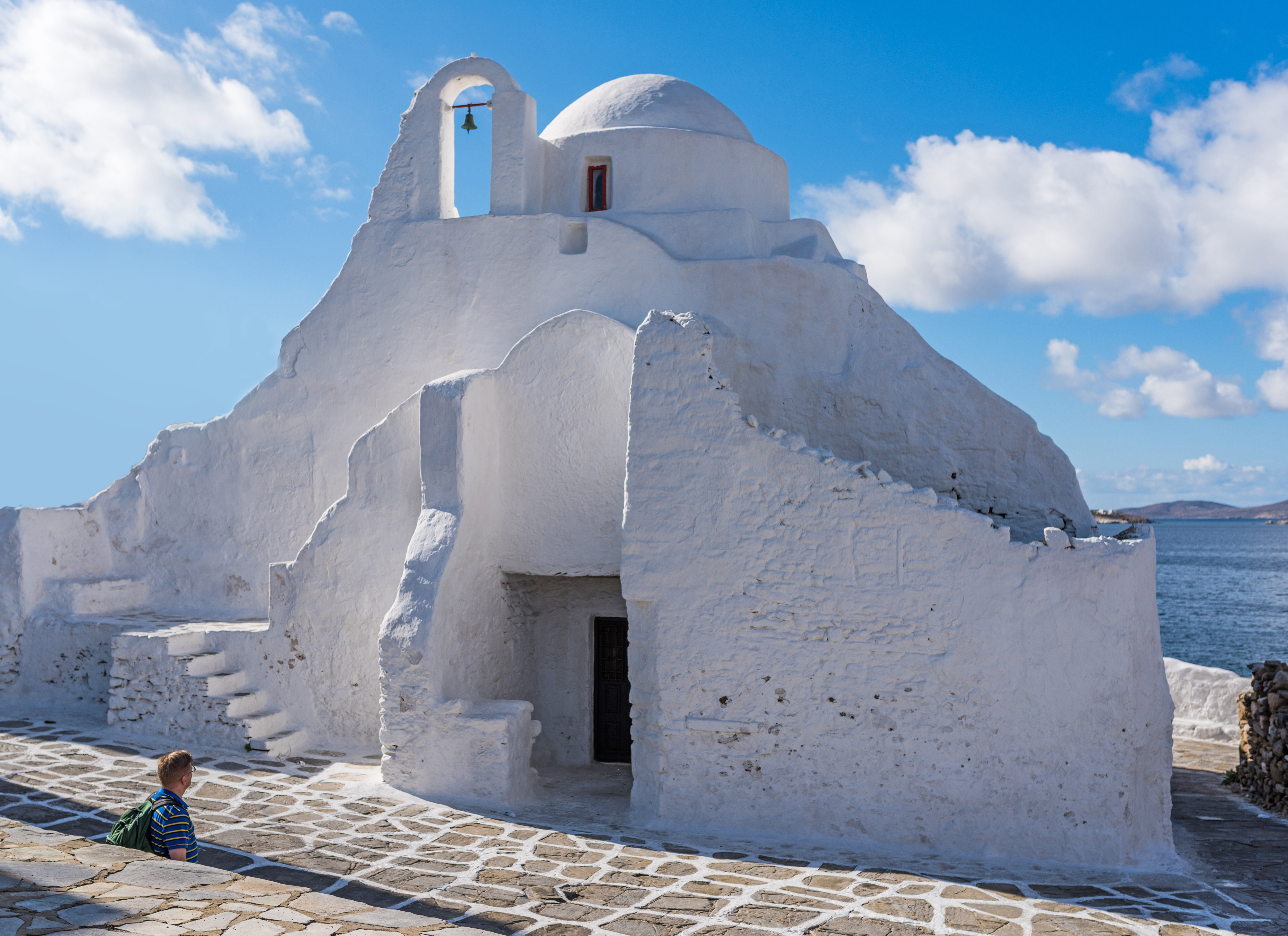
Một nhà thờ ở Mykonos
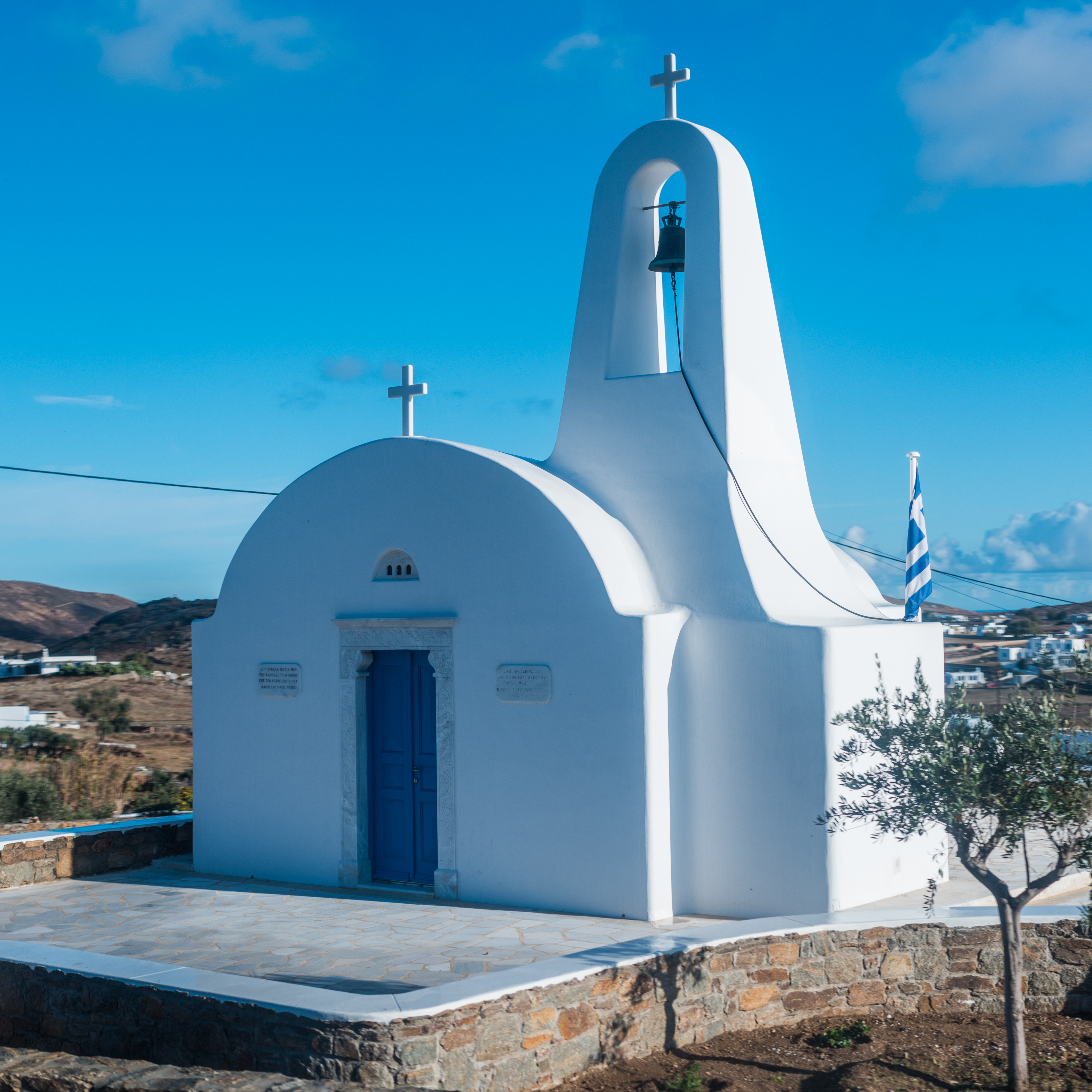
Một nhà thờ ở Mykonos
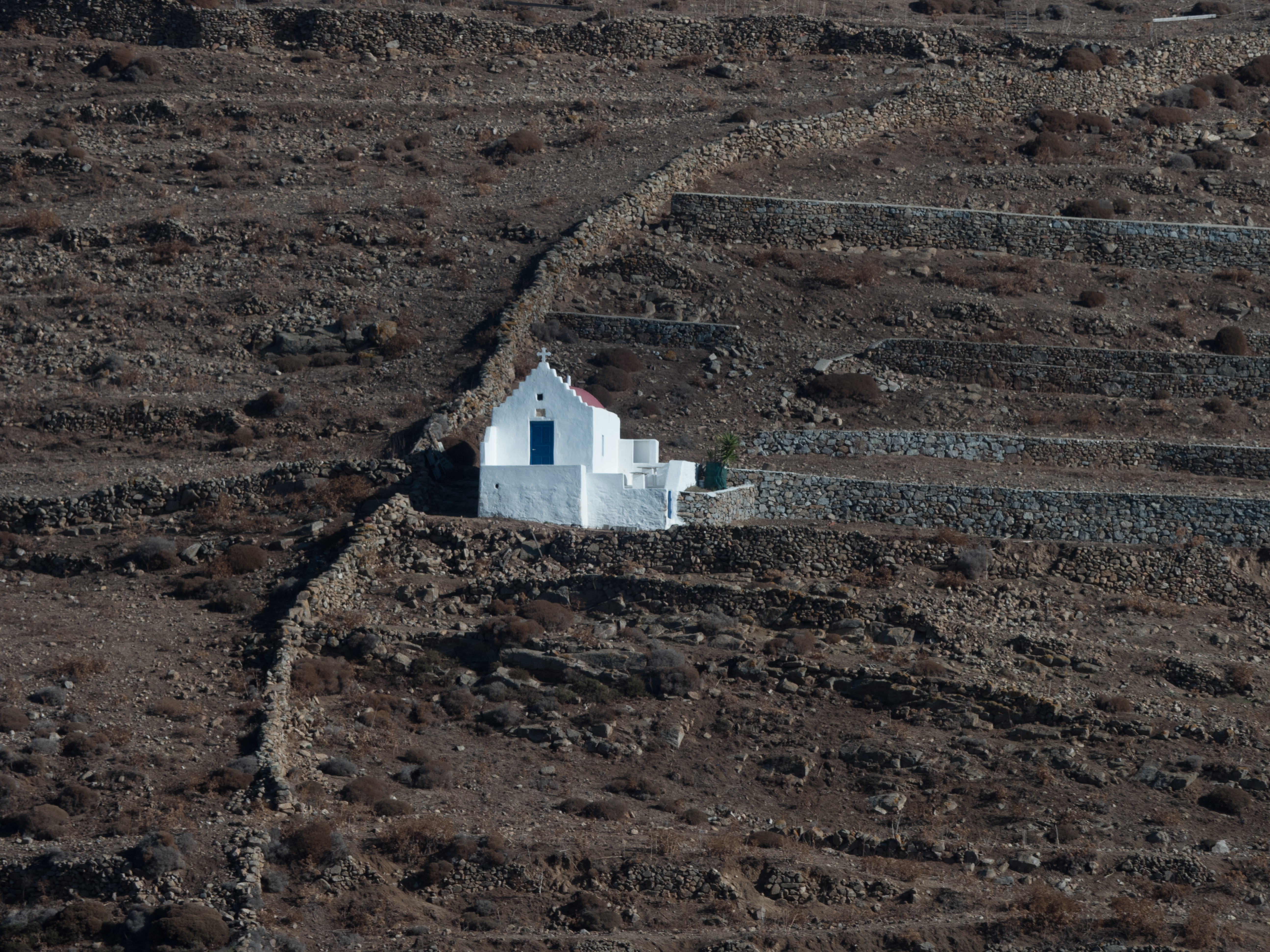
Nhà thờ tư nhân ở Mykonos

## Văn hóa
Vào năm 2013, chiếc Biennale của Mykonos đã được khánh thành. Nó cung cấp các sản phẩm sân khấu, văn hóa, điện ảnh, nghệ thuật và âm nhạc.